# Traunsee
De Traunsee (of Gmundner See) is het diepste meer in Oostenrijk, met een diepte van 191 meter. Het is gelegen in Opper-Oostenrijk. Op de Attersee na is de Traunsee het grootste meer in Opper-Oostenrijk.

## Geografie
Het landschap van het Traunsee-gebied is divers: de oostelijke oever van het meer is steil en ontoegankelijk. De westelijke oever wordt gekenmerkt door uitgestrekte weilanden en een middelgebergte. De matig tot sterk beboste bergen van het middelgebergte behoren tot de Flyschzone en zijn 700 tot 1100 meter hoog. In het zuidwesten is het Höllengebirge. In het zuidoosten is het Totes Gebirge. Met een lengte van twaalf en een breedte van drie kilometer heeft het meer een oppervlakte van ongeveer 24,4 km². De rivier de Traun stroomt in het zuiden bij Ebensee de Traunsee in en gaat verder in het noorden in de buurt van Gmunden.

## Geschiedenis
De Romeinen noemden het meer Lacus Felix, het geluksmeer. De Traunsee wordt voor het eerst vermeld in een document uit 909 als Trunseo. Op 8 mei 1945, de laatste dag van de Tweede Wereldoorlog, stortte een P-47 Thunderbolt neer in de Traunsee. Het was het laatste vliegtuig van de Amerikaanse luchtmacht dat verloren ging in de oorlog. Het vliegtuig, de Dottie Mae, werd in 2006 geborgen en wordt in de Verenigde Staten gerestaureerd.

## Waterkwaliteit
Op de Traunsee is grotendeels sprake van oligotrofie en het heeft dus helder water. Zelfs op een diepte van 60 meter kan fotosynthetische activiteit worden aangetoond. De onderste waterlaag is echter door industriële lozingen zout en ondoorzichtiger dan de bovenste lagen. De gemiddelde watertemperatuur in augustus is 19 graden.

## De Traunsee als leefgebied voor fauna
Onder de zoetwatervissen die in het meer voorkomen zijn baars, elrits, snoek, paling en diverse houtingsoorten waaronder "Riedling" (Coregonus danneri) een soort (of ondersoort) die alleen in dit meer voorkomt. Ook leven er veel watervogels en een groot aantal ongewervelde diersoorten (macrofauna). 

## Spoorlijn
Een van de lokaalspoorlijnen van het oeroude familiebedrijf Stern und Hafferl reed tussen Vorchdorf en Gmunden Seebahnhof. De naam zegt het al, dat lag vlak bij de Traunsee. Vandaar dat deze lijn de Traunseebahn genoemd werd. De trein reed tot bijna op de rondvaart/veerboot. In 2014 werd de spoorlijn als tramlijn de stad ingevoerd, in afwachting van koppeling aan de bestaande tramlijn van Gmunden. Die kwam uiteindelijk op 1 september 2018 tot stand, 106 jaar na het eerste plan. Sindsdien heet het Traunseetram. De passagiers-bootdiensten op de Traunsee zijn niet van Stern&Hafferl, maar op de Attersee, aan de Atterseebahn, zijn ze dat wel. 